# 차이니즈 박스
《차이니즈 박스》(영어: Chinese Box)는 미국에서 제작된 웨인 왕 감독의 1997년 로맨틱 드라마 영화이다. 제러미 아이언스 등이 출연하였고, 장루이 필 등이 제작에 참여하였다.

## 출연진
- 제러미 아이언스
- 궁리
- 장만위
- 쉬관원
- 루벤 블라데스
- 재러드 해리스
- 허차오이

## 기타 제작진
- 공동 제작: 하이디 레빗, 랴오펑핑
- 라인 제작: 앤드루 루
- 협력 제작: 프랜시 그레이스
- 배역: 하이디 레빗